# Россия на чемпионате Европы по лёгкой атлетике 2006
На чемпионате Европы по легкой атлетике 2006 Россию представляют  спортсменов.

## Результаты
|        | Золото | Серебро | Бронза | Всего |
| ------ | ------ | ------- | ------ | ----- |
| Россия | 7      | 9       | 8      | 24    |

Золотые медали завоевали:
- Инга Абитова - бег 10000 метров (7 августа)
- Татьяна Лысенко - метание молота (8 августа)
- Евгения Исакова - 400 с препятствиями (9 августа)
- Татьяна Лебедева - тройной прыжок (9 августа)
- Андрей Сильнов - прыжки в высоту (9 августа)
- Ольга Котлярова - бег 800 метров (10 августа)
- Дарья Пищальникова - метание диска (10 августа)

Серебряные медали завоевали:
- Гульфия Ханафеева - метание молота (8 августа)
- Андрей Епишин - бег 100 метров (8 августа)
- Валерий Борчин - спортивная ходьба 20 км (8 августа)
- Екатерина Григорьева - бег 100 метров (9 августа)
- Владислав Фролов - бег 400 метров (9 августа)
- Ольга Каниськина - спортивная ходьба 20 км (9 августа)
- Татьяна Вешкурова - бег 400 метров (10 августа)
- Светлана Клюка - бег 800 метров (10 августа)
- Юлия Гущина - бег 200 метров (11 августа)

Бронзовые медали завоевали:
- Лидия Григорьева - бег 10000 метров (7 августа)
- Анна Пятых - тройной прыжок (9 августа)
- Ирина Хабарова - бег 100 метров (9 августа)
- Юрий Андронов - спортивная ходьба (10 августа)
- Ольга Зайцева - бег 400 метров (10 августа)
- Наталья Русакова - бег 200 метров (11 августа)
- Алексей Дроздов - десятеборье (11 августа)
- Ирина Пермитина - марафонский бег (12 августа)

## Толкание ядра
Мужчины
- Квалификация (7 августа)
  - Антон Любославский - 20.22 (7 место - проходит)
  - Павел Софин - 20.15 (8 место - проходит)
- Финал (7 августа)
  - Павел Софин - 20.55 (5 место)
  - Антон Любославский - 19.44 (12 место)

Женщины
- Квалификация (11 августа)
  - Ольга Рябинкина - 18.45 (2 место - проходит)
  - Ирина Худорошкина - 17.58 (9 место - проходит)
  - Оксана Гаус - 17.15 (12 место - проходит)
- Финал (12 августа)
  - Ольга Рябинкина - 19.02 (4 место)
  - Ирина Худорошкина - 18.44 (7 место)
  - Оксана Гаус - 17.59 (10 место)

## Метание молота
Мужчины
- Квалификация (9 августа)
  - Вадим Херсонцев - 73.24 (16 место - не проходит)

Женщины
- Квалификация (7 августа)
  - Татьяна Лысенко - 73.23 (1 место - проходит)
  - Гульфия Ханафеева - 67.53 (10 место - проходит)
- Финал (8 августа)
  - Татьяна Лысенко - 76.67  (1 место)
  - Гульфия Ханафеева - 74.50 (2 место)

## Метание диска
Мужчины
- Квалификация (10 августа)
  - Богдан Пищальников - 58.77 (17  место - не проходит)
  - Станислав Алексеев - 56.91 (19 место - не проходит)
  - Дмитрий Шевченко - 3 заступа - не проходит

Женщины
- Квалификация (8 августа)
  - Дарья Пищальникова - 59.15 (11 место - проходит)
- Финал (10 августа)
  - Дарья Пищальникова - 65.55 (1 место)

## Метание копья
Мужчины
- Квалификация (7 августа)
  - Александр Иванов - 81.57 (6 место - проходит)
- Финал (9 августа)
  - Александр Иванов - 80.09 (8 место)

Женщины
- Квалификация (12 августа)
  - Лада Чернова - 57.82 (14 место - не проходит)

## Бег 100 метров
Мужчины
- Round 1 (7 августа)
  - Андрей Епишин - 10.36 (7 место - проходит)
  - Михаил Егоричев - 10.47 (16 место - проходит)
  - Александр Смирнов - 10.51 (22 место - проходит)
- Round 2 (7 августа)
  - Андрей Епишин - 10.40 (9 место - проходит)
  - Михаил Егоричев - 10.62 (25 место - не проходит)
  - Александр Смирнов - 10.65 (27 место - не проходит)
- Полуфинал (8 августа)
  - Андрей Епишин - 10.12 (1 место - проходит)
- Финал (8 августа)
  - Андрей Епишин - 10.10 (2 место)

Женщины
- Round 1 (8 августа)
  - Екатерина Григорьева - 11.27 (4 место - проходит)
  - Ирина Хабарова - 11.27 (4 место - проходит)
  - Юлия Гущина - 11.29 (7 место - проходит)
- Полуфинал (9 августа)
  - Юлия Гущина - 11.25 (2 место - проходит)
  - Екатерина Григорьева - 11.28 (4 место - проходит)
  - Ирина Хабарова - 11.33 (7 место - проходит)
- Финал (9 августа)
  - Екатерина Григорьева - 11.22 (2 место)
  - Ирина Хабарова - 11.22 (3 место)
  - Юлия Гущина - 11.31 (5 место)

## Бег 200 метров
Мужчины
- Round 1 (9 августа)
  - Иван Теплых - 20.71 (8 место - проходит)
  - Роман Смирнов - 20.92 (19 место - проходит)
- Round 2 (9 августа)
  - Иван Теплых - 20.82 (12 место - проходит)
  - Роман Смирнов - 20.93 (16 место - не проходит)
- Полуфинал (10 августа)
  - Иван Теплых - 20.82 (9 место - проходит)
- Финал (10 августа)
  - Иван Теплых - 20.76 (5 место)

Женщины
- Round 1 (10 августа)
  - Юлия Гущина - 22.69 (1 место - проходит)
  - Наталья Русакова - 22.75 (2 место - проходит)
  - Екатерина Кондратьева - 23.41 (10 место - проходит)
- Полуфинал (11 августа)
  - Наталья Русакова - 23.02 (1 место - проходит)
  - Юлия Гущина - 23.21 (3 место - проходит)
  - Екатерина Кондратьева - 23.32 (4 место - проходит)
- Финал (11 августа)
  - Юлия Гущина - 22.93 (2 место)
  - Наталья Русакова - 23.09 (3 место)
  - Екатерина Кондратьева - 23.58 (6 место)

## Бег 400 метров
Мужчины
- Round 1 (7 августа)
  - Владислав Фролов - 45.73 (4 место - проходит)
- Полуфинал (8 августа)
  - Владислав Фролов - 45.21 (2 место - проходит)
- Финал (9 августа)
  - Владислав Фролов - 45.09 (2 место)

Женщины
- Round 1 (8 августа)
  - Ольга Зайцева - 50.89 (2 место - проходит)
  - Татьяна Вешкурова - 51.01 (3 место - проходит)
  - Светлана Поспелова - 51.69 (6 место - проходит)
- Полуфинал (9 августа)
  - Ольга Зайцева - 50.49 (2 место - проходит)
  - Татьяна Вешкурова - 50.87 (4 место - проходит)
  - Светлана Поспелова - 50.96 (5 место - проходит)
- Финал (10 августа)
  - Татьяна Вешкурова - 50.15 (2 место)
  - Ольга Зайцева - 50.28 (3 место)
  - Светлана Поспелова - 50.90 (7 место)

## Бег 800 метров
Мужчины
- Round 1 (10 августа)
  - Рамиль Ариткулов - 1:47.69 (7 место - проходит)
  - Иван Нестеров - 1:48.22 (15 место - не проходит)
  - Дмитрий Богданов - 1:49.85 (23 место - не проходит)
- Полуфинал (11 августа)
  - Рамиль Ариткулов - 1:48.42 (8 место - не проходит)

Женщины
- Round 1 (7 августа)
  - Ольга Котлярова - 2:01.01 (1 место - проходит)
  - Светлана Черкасова - 2:01.82 (5 место - проходит)
  - Светлана Клюка - 2:02.92 (14 место - проходит)
- Полуфинал (8 августа)
  - Светлана Клюка - 1:58.80 (1 место - проходит)
  - Ольга Котлярова - 2:00.03 (5 место - проходит)
  - Светлана Черкасова - 2:00.05 (6 место - проходит)
- Финал (10 августа)
  - Ольга Котлярова - 1:57.38 (1 место)
  - Светлана Клюка - 1:57.48 (2 место)
  - Светлана Черкасова - 2:03.43 (8 место)

## Бег 1500 метров
Мужчины
- Полуфинал (7 августа)
  - Александр Кривченков - 3:43.03 (11 место - не проходит)
  - Сергей Иванов - 3:48.27 (18 место - не проходит)

Женщины
- Полуфинал (11 августа)
  - Юлия Чиженко - 4:05.74 (2 место - проходит)
  - Елена Соболева - 4:05.81 (3 место - проходит)
  - Татьяна Томашова - 4:05.81 (3 место - проходит)

## Бег 5000 метров
Мужчины
- Полуфинал (10 августа)
  - Эдуард Бордуков - 13:46.72 (2 место - проходит)

## Бег 10000 метров
Мужчины
- Финал (8 августа)
  - Дмитрий Максимов - 28:20.43 (6 место)

Женщины
- Финал (7 августа)
  - Инга Абитова - 30:31.42 (1 место)
  - Лидия Григорьева - 30:32.72 (3 место)
  - Галина Богомолова - 30:35.90 (4 место)

## Марафонский бег
Женщины
- Финал (12 августа)
  - Ирина Пермитина - 2:30:53 (3 место)
  - Алевтина Биктимирова - 2:31:23 (6 место)
  - Наиля Юламанова - 2:35:26 (12 место)
  - Альбина Иванова - 2:42:02 (23 место)
  - Наталья Волгина - 2:42:23 (24 место)
- Результат команды - 2 место

## Эстафета 4х400
Мужчины
- Полуфинал (12 августа)
  - Константин Свечкарь
  - Иван Бузолин
  - Александр Ларин
  - Евгений Лебедев

Результат - 3:03.73 (4 место - проходит)
Женщины
- Полуфинал (12 августа)
  - Елена Мигунова
  - Наталья Иванова
  - Татьяна Фирова
  - Светлана Поспелова

Результат - 3:25.86 (1 место - проходит)

## 100 с препятствиями
Женщины
- Round 1 (10 августа)
  - Александра Антонова - 12.94 (4 место - проходит)
  - Татьяна Павлий - 13.06 (6 место - проходит)
  - Ольга Корсунова - 13.21 (9 место - проходит)
- Полуфинал (11 августа)
  - Александра Антонова - 12.98 (6 место - проходит)
  - Татьяна Павлий - 13.00 (8 место - не проходит)
  - Ольга Корсунова - 13.29 (13 место - не проходит)
- Финал (11 августа)
  - Александра Антонова - 12.93 (6 место)

## 110 с препятствиями
Мужчины
- Round 1 (11 августа)
  - Игорь Перемота - 13.48 (3 место - проходит)
  - Евгений Борисов - 13.97 (26 место - не проходит)
- Полуфинал (12 августа)
  - Игорь Перемота - 13.46 (4 место - проходит)

## 400 с препятствиями
Мужчины
- Полуфинал (9 августа)
  - Александр Деревягин - 49.72 (6 место - проходит)
  - Владимир Антманис - 50.57 (10 место - не проходит)
- Финал (10 августа)
  - Александр Деревягин - 50.31 (8 место)

Женщины
- Round 1 (7 августа)
  - Евгения Исакова - 55.21 (1 место - проходит)
  - Наталья Иванова - 55.55 (5 место - проходит)
  - Анастасия Трифонова - 56.10 (12 место - проходит)
- Полуфинал (8 августа)
  - Евгения Исакова - 54.17 (1 место - проходит)
  - Наталья Иванова - 55.34 (8 место - проходит)
  - Анастасия Трифонова - 56.02 (11 место - не проходит)
- Финал (9 августа)
  - Евгения Исакова - 53.93 (1 место)
  - Наталья Иванова - 55.04 (5 место)

## 3000 с препятствиями
Мужчины
- Полуфинал (9 августа)
  - Павел Потапович - 8:32.78 (12 место - проходит)
  - Андрей Кожевников - 8:33.00 (14 место - не проходит)
  - Андрей Фарносов - 8:36.94 (17 место - не проходит)
- Финал (11 августа)
  - Павел Потапович - 8:38.19 (10 место)

Женщины
- Полуфинал (10 августа)
  - Елена Сидорченкова - 9:38.53 (4 место - проходит)
  - Татьяна Петрова - 9:42.08 (8 место - проходит)
  - Любовь Иванова - 9:42.32 (9 место - проходит)

## Спортивная ходьба
Мужчины
- Финал 20 км (8 августа)
  - Валерий Борщин - 1:20:00 (2 место)
  - Виктор Бураев - 1:20:12 (4 место)
  - Сергей Бакулин - 1:20:50 (5 место)
- Финал 50 км (10 августа)
  - Юрий Андронов - 3:43:26 (3 место)
  - Владимир Канайкин - 3:51:51 (9 место)
  - Денис Нижегородов - дисквалифицирован

Женщины
- Финал 20 км (9 августа)
  - Ольга Каниськина - 1:28:35 (2 место)
  - Галина Колпакова - 1:33:39 (17 место)
  - Ирина Петрова - не стартовала

## Прыжки в длину
Мужчины
- Квалификация (7 августа)
  - Руслан Гатаулин - 7.85 (12 место - проходит)
  - Дмитрий Сапинский - 7.84 (13 место - не проходит)
- Финал (8 августа)
  - Руслан Гатаулин - 7.91 (7 место)

Женщины
- Квалификация (11 августа)
  - Оксана Удмуртова - 6.88 (1 место - проходит)
  - Людмила Колчанова - 6.74 (2 место - проходит)
  - Наталья Лебусова - 6.58 (6 место - проходит)

## Тройной прыжок
Мужчины
- Квалификация (10 августа)
  - Александр Сергеев - 17.02 (6 место - проходит)
  - Александр Петренко - 16.76 (10 место - проходит)
  - Данила Буркеня - 16.74 (12 место - проходит)

Женщины
- Квалификация (8 августа)
  - Татьяна Лебедева - 14.36 (2 место - проходит)
  - Олеся Буфалова - 14.34 (3 место - проходит)
  - Анна Пятых - 14.11 (6 место - проходит)
- Финал (9 августа)
  - Татьяна Лебедева - 15.15 (1 место)
  - Анна Пятых - 15.02 (3 место)
  - Олеся Буфалова - 14.23 (5 место)

## Прыжки в высоту
Мужчины
- Квалификация (7 августа)
  - Ярослав Рыбаков - 2.26 (7 место - проходит)
  - Андрей Силнов - 2.26 (10 место - проходит)
  - Иван Ухов - 2.23 (11 место - проходит)
- Финал (9 августа)
  - Андрей Сильнов - 2.36 (1 место)
  - Ярослав Рыбаков - 2.30 (5 место)
  - Иван Ухов - 2.20 (12 место)

Женщины
- Квалификация (8 августа)
  - Елена Слесаренко - 1.92 (1 место - проходит)
  - Анна Чичерова - 1.92 (1 место - проходит)
  - Екатерина Савченко - 1.92 (10 место - проходит)
- Финал (11 августа)
  - Елена Слесаренко - 1.99 (5 место)
  - Анна Чичерова - 1.95 (7 место)
  - Екатерина Савченко - 1.95 (7 место)

## Прыжки с шестом
Мужчины
- Квалификация (10 августа)
  - Сергей Кучеряну - 5.45 (18 место - не проходит)
  - Дмитрий Стародубцев - 5.45 (21 место - не проходит)

Женщины
- Квалификация (9 августа)
  - Светлана Феофанова - 4.40 (1 место - проходит)
  - Татьяна Полонова - 4.40 (1 место - проходит)
  - Елена Исанбаева - 4.40 (7 место - проходит)
- Финал (12 августа)

## Семиборье
Женщины
- 100 м (7 августа)
  - Ольга Левенкова - 13.65 (1028 очков)
  - Юлия Игнаткина - 13.95 (985 очков)
  - Наталья Рощупкина - 14.43 (918 очков)
- Прыжки в высоту (7 августа)
  - Ольга Левенкова - 1.77 (941 очков)
  - Юлия Игнаткина - 1.80 (978 очков)
  - Наталья Рощупкина - 1.80 (978 очков)
- Толкание ядра (7 августа)
  - Ольга Левенкова - 13.63 (769 очков)
  - Юлия Игнаткина - 13.38 (753 очков)
  - Наталья Рощупкина - 13.04 (730 очков)
- 200 м (7 августа)
  - Ольга Левенкова - 24.78 (907 очков)
  - Юлия Игнаткина - 24.95 (891 очков)
  - Наталья Рощупкина - 24.86 (900 очков)
- Прыжки в длину (8 августа)
  - Ольга Левенкова - 6.13 (890 очков)
  - Юлия Игнаткина - 6.19 (908 очков)
  - Наталья Рощупкина - 5.84 (801 очков)
- Метание копья (8 августа)
  - Ольга Левенкова - 39.22 (652 очков)
  - Юлия Игнаткина - 42.59 (717 очков)
  - Наталья Рощупкина - 43.05 (726 очков)
- 800 м (8 августа)
  - Ольга Левенкова - 2:12.30 (931 очков)
  - Юлия Игнаткина - 2:18.80 (840 очков)
  - Наталья Рощупкина - 2:11.58 (942 очков)
- Общий результат
  - Ольга Левенкова - 6118 очков (10 место)
  - Юлия Игнаткина - 6072 очков (11 место)
  - Наталья Рощупкина - 5995 очков (13 место)

## Десятиборье
Мужчины
- 100 м (10 августа)
  - Алексей Сысоев - 10.93 (876 очков)
  - Алексей Дроздов - 11.05 (850 очков)
  - Александр Погорелов - 11.00 (861 очков)
- Прыжки в длину (10 августа)
  - Алексей Сысоев - 6.83 (774 очков)
  - Алексей Дроздов - 7.26 (876 очков)
  - Александр Погорелов - 7.54 (945 очков)
- Толкание ядра (10 августа)
  - Алексей Сысоев - 16.08 (856 очков)
  - Алексей Дроздов - 16.61 (889 очков)
  - Александр Погорелов - 14.84 (780 очков)
- Прыжки в высоту (10 августа)
  - Алексей Сысоев - 2.09 (887 очков)
  - Алексей Дроздов - 2.03 (831 очков)
  - Александр Погорелов - 2.09 (887 очков)
- 400 м (10 августа)
  - Алексей Сысоев - 48.89 (866 очков)
  - Алексей Дроздов - 50.27 (802 очков)
  - Александр Погорелов - 50.84 (776 очков)
- 110 с препятствиями (11 августа)
  - Алексей Сысоев - 15.24 (821 очков)
  - Алексей Дроздов - 14.74 (881 очков)
  - Александр Погорелов - 14.44 (918 очков)
- Метание диска (11 августа)
  - Алексей Сысоев - 50.67 (884 очков)
  - Алексей Дроздов - 48.06 (830 очков)
  - Александр Погорелов - 47.39 (816 очков)
- Прыжки с шестом (11 августа)
  - Алексей Сысоев - 4.50 (760 очков)
  - Алексей Дроздов - 5.00 (910 очков)
  - Александр Погорелов - 5.10 (941 очков)
- Метание копья (11 августа)
  - Алексей Сысоев - 50.68 (599 очков)
  - Алексей Дроздов - 61.22 (756 очков)
  - Александр Погорелов - 61.38 (759 очков)
- 1500 м (11 августа)
  - Алексей Сысоев - 4:29.94 (745 очков)
  - Алексей Дроздов - 4:32.93 (725 очков)
  - Александр Погорелов - 4:59.61 (562 очков)
- Общий результат
  - Алексей Дроздов - 8350 (3 место)
  - Александр Погорелов - 8245 (4 место)
  - Алексей Сысоев - 8068 (10 место)